# 长圆叶山蚂蝗
长圆叶山蚂蝗（学名：Uraria oblonga），为豆科狸尾豆属下的一种植物，过去曾归类于近缘的山蚂蝗属之中。

## 分布
本種原生於中印半島及周邊，包括阿薩姆邦、孟加拉國、柬埔寨、中國中南地區、中國東南地區、東喜馬拉雅山、寮國、緬甸、泰國及越南等。